# Štěpán Krtička
Štěpán Krtička (* 19. března 1996 Praha) je český režiśer, hudební skladatel, herec, dabér a perkusionista.
Od svých čtyř let účinkoval nejprve v televizních reklamách. V dětství byl často obsazován do dětských rolí ve filmech. Nadaboval stovky filmů a televizních seriálů (hraných i animovaných), reklam a počítačových her.
Dne 15. října 2010 získal na 42. ročníku Dětského filmového a televizního festivalu Oty Hofmana v Ostrově cenu Zlatý dudek za nejlepší chlapecký herecký výkon za roli Ondry v pohádce Dům U Zlatého úsvitu (2009).
Je synem dabérky Hany Krtičkové. Se svou sestrou Johanou, která také hrála v několika televizních seriálech i filmech, se často setkával při dabingu. Dle svých slov se zajímá o počítače, věnuje se lyžování, snowboardování a muzice – hrával na klavír od svých pěti let, také na flétnu; od roku 2008 hraje na bicí v indie rockové skupině The Colorblinds (dříve BEK). Hraje na bicí, bubny a cajón a od roku 2013 vystupuje se zpěvákem Jakubem Ondrou, s nímž natočil několik videoklipů. Příležitostně hraje ve filmech a seriálech.
Absolvoval osmileté Mensa gymnázium v Praze, kde se poznal s písničkářem Jakubem Ondrou. V roce 2019/2020 je studentem 3. ročníku oboru Režie a dramaturgie alternativního a loutkového divadla na DAMU.
Od roku 2020 se aktivně věnuje psaní scénické hudby. Jeho dílo bylo možné slyšet na jevišti Národního divadla Brno, Východočeského divadla, divadla Josefa Kajetána Tyla v Plzni, Švandově divadle v Praze a dalších českých scénách.

## Herecké role

### Filmy
- 2006 – Past na Ježíška (televizní film) – Vašek
- 2007 – O dívce, která šlápla na chléb (televizní film) – Bláťucha
- 2007 – Dítě hvězdy (pohádka)
- 2008 – Taková normální rodinka – raubíř Petr
- 2009 – Ať žijí rytíři! (film a následně televizní seriál) – Michal
- 2009 – Dům U Zlatého úsvitu (televizní filmová pohádka) – Ondra Pučalík
- 2011 – Saxána a Lexikon kouzel (film) – mluví: Krakavous
- 2013 – Lehká jako dech (televizní film) – Vaněk
- 2013 – Něžné vlny – Adam
- 2015 – Moji drazí (studentský film)
- 2015 – Každou vteřinu (studentský film)
- 2016 – Domov (studentský film)
- 2021 – Zemřít šťastný – fotbalista Jarda

### Televizní seriály
- 2007 – Světla pasáže, 17. díl Loučení
- 2007 – 3 plus 1 s Miroslavem Donutilem, díl Hajní a pytláci, povídka „Stromeček“ – Jakub
- 2010 – 3 plus 1 s Miroslavem Donutilem, díl Rybáři, povídka „Štika“ – syn
- 2010 – Ať žijí rytíři! (film a následně televizní seriál) – Michal
- 2010 – Cesty domů, 50. epizoda Věř, čemu chceš
- 2012 – Život je ples, epizody Hlas shůry a Miss Starý koleno – spolužák Kryštofa
- 2013 – Vyprávěj, 5. řada – Matěj Dvořák
- 2014 – Svatby v Benátkách – Jan Klouda
- 2017 – Mordparta, 2. řada, epizoda Potomek
- 2018 – Modrý kód, 2. řada, 110. epizoda Útěky – synovec pacientky Vlasty Krupkové

### Televizní pořady
- 2007 – Jsi chytřejší než páťák? – „poradce“ soutěžících
- 2008 – Hvězdný reportér
- 2013 – Generace Y, 1. díl Štěpán Krtička

### Hudební videoklipy
- 2014 – Jakub Ondra – Malý princ
- 2018 – Jakub Ondra – Space Sushi

## Dabing (výběr)

### Filmy
- 2004 Bambi (1942) – Malý Kvítek (Stan Alexander)
- 2005 Tarzan 2 – Tarzan (Harrison Chad)
- 2006 Medvědí bratři 2 – medvídek Koda (Jeremy Suarez)
- 2007 Princezna na hrášku (2002)
- 2008 Hancock – Aaron (Jae Head)
- 2008 Holka na hlídání – Grayer Addison X (Nicholas Art)
- 2008 Šepot (2007) – David Sandborn (Blake Woodruff)
- 2009 Den, kdy se zastavila Země – Jacob Benson (Jaden Smith)
- 2009 Herkules 3D – Curtis (Marc John Jefferies)
- 2009 Mladý Andersen – Tuk (Mikkel Konyher)
- 2009 Past na žraloka (2006)
- 2010 Karla a Katrine (2009)
- 2010 Za bílého dne (2005) – Saro (Mario Giunta)
- 2010 Strašidelný autobus (2005) – Gino (Jim van der Panne)
- 2010 Pokémon 7 – Osud pokémona Deoxise (2004) – Ash Ketchum
- 2010 Králíček Felix a stroj času (2005)
- 2011 Bambi 2 (2006) – Kvítek, Ronno (Nicky Jones, Anthony Ghannam)

### Seriály
- 2006–2008 Zoufalé manželky (1.–4. série) – Porter Scavo (Shane Kinsman)
- 2007–2008 Záhady starověkého Říma (1.–2. série) – Jonathan Ben-Mordechai (Eli Machover)
- 2008 Animalia – Alex (Brooke Mikey Anderson)
- 2010 Záhada hradu Černá růže (2001) – Bobby (Travis Kisgen)
- 2011 Na parket! – Ty Blue (Roshon Fegan)